# Rádio Clube (Fortaleza)
A Rádio Clube é uma emissora de rádio brasileira sediada em Fortaleza, capital do estado do Ceará, que opera na frequência de 1 200 kHz e pertence ao conglomerado de mídia Diários Associados. A estação foi projetada e inaugurada na década de 1930 pelo empresário libanês João Dummar, sendo a primeira e mais antiga rádio em funcionamento no estado.

## História
Interessado nas atividades de radiotelefonia da época, o empresário libanês João Demétrio Dummar lança, em 28 de agosto de 1931, o Ceará Rádio Clube, uma sociedade civil formada por personalidades que também eram interessadas no tema. Estavam nessa sociedade Francisco Aprígio Riquet Nogueira, Clóvis Fontenele, Joaquim da Silveira Marinho, Eusébio Nery Alves de Sousa, Francisco Campello de Alencar Mattos, Diogo Vital de Siqueira, Álvaro de Azevedo e Sá, Sebastião Coelho Filho, César Herbster Dias, Jorge Ottoch, dentre outros.
Em 16 de agosto de 1932, a sociedade conseguiu uma licença para transmitir sob o prefixo PRAT na frequência AM 1 320 kHz, posteriomente AM 1 200 kHz. Com isso, a emissora é instalada, de modo precário, em 19 de setembro de 1933, aguardando somente o licenciamento oficial. Em 30 de maio de 1934, o licenciamento da Ceará Rádio Clube é concedido através da portaria 415. Usando o nome PRE-9, o transmissor inicial tinha potência de 500 watts. A sede e estúdios iniciais eram localizados na Rua Barão do Rio Branco, operando o transmissor no bairro Damas, localizado na Avenida João Pessoa, ocupando área que era próxima as antigas instalações do Ideal Clube. A rádio mudou-se para este local em 1938.
Não há registros precisos sobre os primeiros programas da PRE-9. Arquivos dos anos iniciais revelam que a programação era exclusivamente musical e que revelações da época, como José Pompeu Gomes de Matos, Lauro Maia, José e Estevão Emílio de Castro e Aloysio Pinto, tocavam piano nas transmissões. A rádio também abria espaço para os cantores Vicente Celestino, Silvio Vieira, Augusto Calheiros, Alberto Perroni, Gastão Fomenti, Pixinguinha, Benedito Lacerda, além de Carmem Miranda e Aurora Miranda. Em 1936, a emissora teve seu primeiro concurso para locutor. A primeira geração de locutores era composta por Caetano Vasconcelos, José Júlio Cavalcante, José Cabral de Araújo, Raimundo Menezes, José Lima Verde Sobrinho, Luzanira Cabral, Silva Filho, dentre outros. Em 24 de dezembro de 1939, transmitiu a primeira partida de futebol do rádio no Ceará, válida pelo Campeonato Cearense.
Em 29 de agosto de 1941, através de portaria de número 496, a PRE-9 recebeu autorização para mudar os estúdios do bairro Damas para o Edifício Diogo, no Centro da capital. A inauguração das novas instalações e da transmissão em ondas curtas ocorreu em 12 de outubro de 1941 e contou com uma grande festa, tendo como atração principal o cantor Orlando Silva. A nova fase da programação da emissora contou com direção artística de Dermival Costa Lima, que trouxe o modelo das rádios da Região Sul do país. Naquele momento, foram implantados os primeiros programas de auditório.
Em 1944, por pressão de Assis Chateubriand, a rádio foi vendida. De acordo com relato de João Dummar Filho, a Ceará Rádio Clube foi alvo de boatos que potencializaram sua venda para os Diários Associados. Antes da venda ser concretizada, João Dummar fez circular o cheque de Chateubriand pela Praça do Ferreira, em demonstração de contrariedade, pois acreditava que o cheque não valia nada diante do trabalho realizado pela PRE-9. A emissora teria sido comprada por dois mil contos de réis, sendo incorporada aos Diários Associados em 11 de janeiro de 1944. Dermival Costa Lima deixa a direção artística e é substituído por Antônio Maria de Araújo, que continua seu trabalho de implantar um alto padrão de qualidade na rádio. A então Ceará Rádio Clube lança seu primeiro concurso de peças de radioteatro, com o tema "Os grandes processos da História", tendo como vencedor Processo de Maria Antonieta, do jornalista Eduardo Campos, que passaria a integrar a emissora em 4 de setembro de 1944. O mesmo acaba virando locutor, usando o pseudônimo de Manuelito Eduardo. A rádio continua investindo em radioteatro e lança o seu próprio, a obra Penumbra, de Amaral Gurgel, tendo grande sucesso.
Em 1948, realiza a sua primeira campanha solidária em prol da Santa Casa de Misericórdia, que estava prestes a fechar as portas por conta de dívidas que chegavam aos 200 mil cruzeiros. Em 15 dias, a campanha arrecadou um milhão e duzentos mil cruzeiros. Tiveram participação importante na campanha os locutores Paulo Cabral de Araújo, também diretor geral, e Luciano Carneiro. Por conta do sucesso da campanha, Paulo Cabral foi indicado para as eleições municipais de 1950. Em outubro de 1946, a Ceará Rádio Clube transmite programação especial nos festejos de seu aniversário. Em 13 de maio de 1949, a Ceará Rádio Clube inaugura suas novas instalações no Edifício Pajeú, com três estúdios, incluindo um palco-auditório com capacidade para 500 pessoas. A inauguração reuniu nomes importantes como o desembargador Faustino de Albuquerque e Souza, o governador do Ceará, D. Antônio de Almeida Lustosa, o Arcebispo de Fortaleza, dom João Daudt d'Oliveira, dentre outros. Naquela época, a rádio possuía um programa que anunciava em português, francês, inglês, espanhol e sueco.
A partir da década de 1950, começa a competição de audiência do rádio, devido a consolidação da Rádio Iracema, lançada em 1948. Nesta época, foram realizadas as grandes apresentações no auditório do Edifício Pajeú, além de importantes contratações artísticas, com valores altos, financiados pelos clubes da época. Com a criação da primeira TV em Fortaleza, a TV Ceará a partir da década de 1960, ocorreram mudanças significativas na programação da emissora, que passou a investir em programas populares e jornalísticos. Este modelo de programação durou por bastante tempo nos anos que seguiram. Os estúdios da rádio passam a ser sediados ao lado da TV Ceará, na Avenida Antônio Sales, posteriormente migrando para a Rua Oswaldo Cruz. Em junho de 1980, os representantes dos Diários Associados no Ceará entram em crise e são obrigados a fechar jornais, a TV Ceará (que havia sido cassada junto com a Rede Tupi), e encerram as transmissões em ondas curtas da rádio. A emissora agora passa a ser sediada na Avenida Senador Virgílio Tavora.
Em 16 de julho de 2008, passou a integrar a Rede Clube Brasil e adota a marca "Rádio Clube". Em 2011, a rede começa a ter sinais de declínio e a Rádio Clube passa a arrendar horários da programação. A rede de rádios durou até a extinção da cabeça-de-rede, a Rádio Clube de Brasília, em 2 de janeiro de 2012. Desde então, passou a exibir programação independente, com programas jornalísticos, populares e esportivos, absorvendo a marca adquirida com a transmissão como afiliada. Em 2014, solicitou junto ao Ministério das Comunicações a migração para o dial FM. A emissora foi uma das poucas empresas do D.A. no Nordeste que não foram adquiridas pelo Sistema Opinião de Comunicação, do Grupo Hapvida. Em 2015, foi noticiado que a Rádio Clube deixaria de existir para dar espaço a programação da Rádio Globo, o que não foi concretizado.
Em setembro de 2016, a Rádio Clube dispensa todos os seus locutores e suspende a programação normal, passando a transmitir seleções musicais. De acordo com a coluna Abidoral, do jornal O Povo, a emissora iria passar a retransmitir a programação da Clube FM de Brasília, de propriedade do mesmo grupo, sem informar uma data. A retransmissão iniciou oficialmente em 1 de março de 2017, durando até 11 de novembro, quando passou a repetir a programação da Rádio Planalto, também de Brasília e dos Diários Associados, passando a ser identificada como Rádio Planalto Fortaleza. A partir de janeiro de 2018, trocou a retransmissão da Planalto pela Super Rádio Tupi, do Rio de Janeiro, também do mesmo grupo, voltando a ser identificada como Rádio Clube. Em abril, a emissora sai do ar.
Em 2 de agosto de 2018, o retorno da Rádio Clube foi acertado em uma reunião na sede do Correio Braziliense, em Brasília, formada por executivos dos Diários Associados e pelo radialista e empresário artístico Márcio Aurélio, que tornou-se diretor da emissora. A volta para testes ocorreu em março de 2019 com programação musical, e em abril, a estação lançou sua programação oficial, retransmitindo também a Super Rádio Tupi. Em 3 de agosto de 2019, em comemoração ao aniversário da Rádio Clube, o locutor José Carlos Araújo, da equipe esportiva da Super Rádio Tupi, narrou a convite o Clássico-Rei entre Ceará e Fortaleza pelo Campeonato Brasileiro de Futebol.